# Johannes Erici Micrander
Johannes Erici Micrander, född 19 augusti 1655 i Tierps församling, död 9 juni 1711 i Harmångers församling, var en svensk präst.

## Biografi
Johannes Micrander föddes 1655 i Tierps församling. Han var son till kyrkoherden Ericus Georgii Micrander och Benedicta Ersdotter i Roslagsbro församling. Micrander blev 16 december 1670 student vid Uppsala universitet och prästvigdes 23 december 1675 i Uppsala domkyrka till präst i Roslagsbro församling. Han blev 1678 komminister i Estuna församling 1680 komminister i Klara församling, Stockholm, med tillträdde 1680 och 16 april 1691 kyrkoherde i Harmångers församling, med tillträdde 1 maj 1692. Micrander avled 1711 i Harmångers församling och begravdes i Harmångers kyrka.

### Familj
Micrander gifte sig första gången med Catharina Kraft (död 1702). De fick tillsammans barnen fältmedicus Lars Micrander (1678–1703), Catharina Micrander (1682–1756) som var gift med kyrkoherden Salomon Drake i Rödöns församling, Margareta Micrander som var gift med bokhållaren Christian Backe, Benedicta Micrander och fänriken Johannes Micrander vid Nylands infanteriregemente.
Micrander gifte sig andra gångn 1703 med Sara Larsdotter Lefvius. Hon var dotter till kyrkoherden Laurentius Petri Elfvius i Orsa församling och Margareta Widichsdotter. Sara Lefvius var änka efter rektorn Johan Aurivillius vid Stockholms trivialskola och kyrkoherden Erik Tybelius i Harmångers församling.